# Nina Pušlar
Nina Pušlar (Ivančna Gorica, 25 ottobre 1988) è una cantante slovena.
Ha preso parte due volte all'Evrovizijska Melodija (EMA), il metodo di selezione nazionale sloveno per l'Eurovision Song Contest, classificandosi 2ª nel 2010. Inoltre ha preso parte al Slovenska popevka nel 2012, classificandosi sempre 2ª.

## Discografia

### Album
- 2006 - Nina Pušlar
- 2010 - Slečeno srce
- 2011 - Med vrsticami
- 2013 - Nekje vmes
- 2015 - #malodrugace
- 2019 - Nina
- 2022 - Nina, Nina, Nina